# Villaines-en-Duesmois
Villaines-en-Duesmois is een gemeente in het Franse departement Côte-d'Or (regio Bourgogne-Franche-Comté) en telt 251 inwoners (1999). De plaats maakt deel uit van het arrondissement Montbard.

## Geografie
De oppervlakte van Villaines-en-Duesmois bedraagt 32,3 km², de bevolkingsdichtheid is 7,8 inwoners per km².
De onderstaande kaart toont de ligging van Villaines-en-Duesmois met de belangrijkste infrastructuur en aangrenzende gemeenten.

## Demografie
Onderstaande figuur toont het verloop van het inwonertal (bron: INSEE-tellingen).